# Orkan (musikalbum)
Orkan är det svenska folk metal-bandet Vintersorgs åttonde fullängdsalbum. Albumet utgavs av skivbolaget Napalm Records den 29 juni 2012.

## Låtlista
1. "Istid" – 5:50
2. "Ur stjärnstoft är vi komna" – 7:05
3. "Polarnatten" – 7:22
4. "Myren" – 5:01
5. "Orkan" – 5:12
6. "Havets nåd" – 6:36
7. "Norrskenssyner" – 6:06
8. "Urvädersfången" – 7:03

Alla låtar skrivna av Mr. Vintersorg (Andreas Hedlund).

## Medverkande
Musiker (Vintersorg-medlemmar)
- Vintersorg – sång, gitarrer, keyboard, basgitarr, programmering
- Mattias Marklund – gitarrer

Bidragande musiker
- Cia Hedmark – sång ("Norrskenssyner")

Produktion
- Vintersorg – producent, ljudtekniker, ljudmix, mastering
- Kris Verwimp – omslagsdesign
- Örjan Fredriksson – foto